# سالمیه (هفتکل)
سالمیه نام روستایی است که در ۲۰ کیلومتری شهرستان هفتکل در استان خوزستان قرار دارد و دارای ۲۸۰ تن سکنه است..اکثر مردم ساکن این روستا اغلب از یکی از طوایف ریشه دار عرب ها بنام جورانی   . به زبان محلی(یورانی) میباشند، که شغل اکثر این مردمان کشاورزی ،دامداری و کار در معادن سنگ میباشد.